# Jesús Suárez Cueva
Jesús Suárez Cueva (Bobes - Asturias), 10 de marzo de 1955). Fue un ciclista español, profesional entre 1977 y 1989. Sus mayores éxitos deportivos los logró en la Vuelta a España donde consiguió tres victorias de etapa en sus 10 participaciones. Además, en la ronda española se hizo con la clasificación de los sprints especiales en las ediciones de 1984 y 1985.
Destacaba como esprínter. Su punta de velocidad le permitió conseguir 31 victorias en diferentes pruebas del calendario español y extranjero. También consiguió vencer en numerosas clasificaciones secundarias destacando las 4 victorias cosechadas en la clasificación de los Sprints Especiales de la Volta a Catalunya entre 1985 y 1988.
Después de su retirada ejerció como director deportivo en equipos como el CLAS - Cajastur y el Relax-GAM entre otros.

## Palmarés
| 1977 - Trofeo Elola - Clasificación de las Metas Volantes en la Vuelta a Andalucía 1978 - Clasificación General Vuelta a Aragón - Clasificación General Tres Días de Leganés + 1 victoria de etapa. - Clasificación de las Metas Volantes de la Challenge Costa de Azahar. 1979 - 1 etapa en la Semana Catalana - 1 etapa en la Volta a Cataluña - 1 etapa en la Vuelta a Asturias - 1 etapa en la Vuelta a Cantabria + Regularidad. - 1º en la 6ª prueba de la Challenge Costa de Azahar. - Clasificación de la Regularidad y de los Sprints Especiales de la Setmana Catalana 1980 - General de la Vuelta a La Rioja + Regularidad + 1 etapa. - 1 etapa de la Vuelta al País Vasco - 1 etapa en la Volta a Cataluña 1981 - 1 etapa en la Vuelta a España - 1 etapa en la Vuelta a Asturias - 1 etapa en la Vuelta a Cantabria - Clasificación de la Regularidad de la Vuelta Castilla. 1982 - Klasika Primavera - 1 etapa de la Vuelta a La Rioja. - 1º en la 1ª prueba de la Challenge Costa de Azahar. 1983 - 1 etapa en la Vuelta a España - 1 etapa en la Vuelta a los Valles Mineros. | 1984 - 1 etapa en la Vuelta a España y clasificación de los sprints especiales - 1 etapa en la Vuelta a Asturias - 1 etapa en el Sun Tour. 1985 - 1 etapa en la Vuelta a Cantabria - 4 etapas en el Griffin Tour. - 1 etapa en el Sun Tour. - Clasificación de los sprints especiales en la Vuelta a España - Clasificación de los Sprints especiales en la Volta a Cataluña - Clasificación de los Sprints especiales en la Setmana Catalana - Clasificación de los Sprints especiales en la Vuelta a la Comunidad Valenciana 1986 - Clasificación de los Sprints especiales en la Volta a Cataluña - Clasificación de las Metas Volantes en la Vuelta a Asturias - Clasificación de los Sprints especiales en la Setmana Catalana 1987 - Clasificación de los Sprints especiales en la Volta a Cataluña - Clasificación de los Sprints especiales en la Vuelta a Asturias 1988 - Clasificación de los Sprints especiales en la Volta a Cataluña 1989 - Clasificación de las Metas Volantes de la Vuelta a los Valles Mineros - Clasificación de los Sprints especiales en la Setmana Catalana - Subcampeón de España de ciclismo en ruta |

## Resultados en Grandes Vueltas y Campeonato del Mundo
Durante su carrera deportiva ha conseguido los siguientes puestos en las Grandes Vueltas:
| Carrera         | 1977 | 1978 | 1979 | 1980 | 1981  | 1982 | 1983 | 1984 | 1985 | 1986 | 1987 | 1988 |
| --------------- | ---- | ---- | ---- | ---- | ----- | ---- | ---- | ---- | ---- | ---- | ---- | ---- |
| Giro de Italia  | 97.º | -    | -    | -    | -     | -    | -    | -    | -    | -    | -    | 94.º |
| Tour de Francia | -    | Ab.  | -    | -    | 105.º | -    | -    | -    | -    | -    | -    | -    |
| Vuelta a España | -    | Ab.  | 24.º | 32.º | 32.º  | 50.º | 32.º | 43.º | 78.º | 71.º | Ab.  | -    |

-: No participa

Ab.: Abandono